# 通永道
通永道，清朝设置的道，属于直隶省。
康熙八年（1669年）合并通蓟道、永平道设置分巡通永道。驻通州。下辖顺天府的通州、蓟州、三河县、武清县、宝坻县、丰润县、玉田县、梁城所、遵化县和永平府。雍正四年（1726年）改为通永河道，总管北运河，管顺天府通州等八县钱粮刑名事务，不管永平府。雍正六年（1728年），顺天府通州等八县归霸昌道辖，雍正十一年（1733年），再为分巡通永道，下辖永平府、通州、蓟州、遵化州、三河县、武清县、宝坻县、宁河县，兼管河务。
乾隆十三年（1748年），称分巡通州运河道，为按察使副使衔。乾隆二十年（1755年），香河县来属，下辖顺天府东路厅的通州、蓟州、三河县、武清县、宝坻县、香河县、宁河县，遵化直隶州及其所辖丰润县、玉田县和永平府。道光三十年（1850年）加兵备衔，称通永河务兵备道。光绪三十年（1904年），霸昌道被并入，整个顺天府和遵化直隶州、永平府都归通永道。